# 圣若泽-达斯帕尔梅拉斯
圣若泽-达斯帕尔梅拉斯（葡萄牙語：São José das Palmeiras）是巴西巴拉那州的一个市镇。总面积182.418平方公里，总人口3960人，人口密度21.7人/平方公里。